# La Nativité de la Vierge (Murillo)
Pour les articles homonymes, voir La Naissance de la Vierge.
La Nativité de la Vierge est une œuvre du peintre espagnol Bartolomé Esteban Murillo, réalisée à l'origine en 1660 pour la chapelle de la Conception de la cathédrale de Séville. Elle est exposée au Musée du Louvre de Paris.

## Histoire
Pendant l'occupation française de Séville, dans le cadre de l'invasion napoléonienne de l'Espagne, le trésor de la cathédrale de Séville a fait l'objet d'une spoliation perpétrée par les troupes du maréchal Soult. Une des œuvres confisquées par le militaire était L'Immaculée Conception de Soult et la Nativité de la Vierge, de Murillo. En principe, le Français pensait obtenir la Vision de Saint Antoine de Padoue, mais le conseil municipal proposa de l'échanger avec la Nativité de la Vierge et l'œuvre est demeurée dans la chapelle Saint-Antoine.

## Analyse
Il s'agit d'une des œuvres les plus importantes dans la production artistique de Murillo, qui s'est basé sur des modèles de la vie quotidienne de l'Andalousie pour réaliser le tableau. En dehors de la présence des anges et de l'auréole de la Vierge, il n'existe aucun autre indice permettant de voir qu'il s'agit d'un tableau à thème religieux.
La figure de la Vierge Marie est au centre de la composition, soutenue dans les bras de diverses femmes, en même temps qu'émane un foyer de lumière qui illumine toute la scène, bien que reste dans la pénombre le groupe de sainte Anne, incorporée dans le lit. Apparaît également saint Joachim.
Le jeu de lumières que Murillo emploie rappelle les œuvres de Rembrandt, que le peintre peut avoir admirées dans des collections privées.